# Tel-avivi derbi

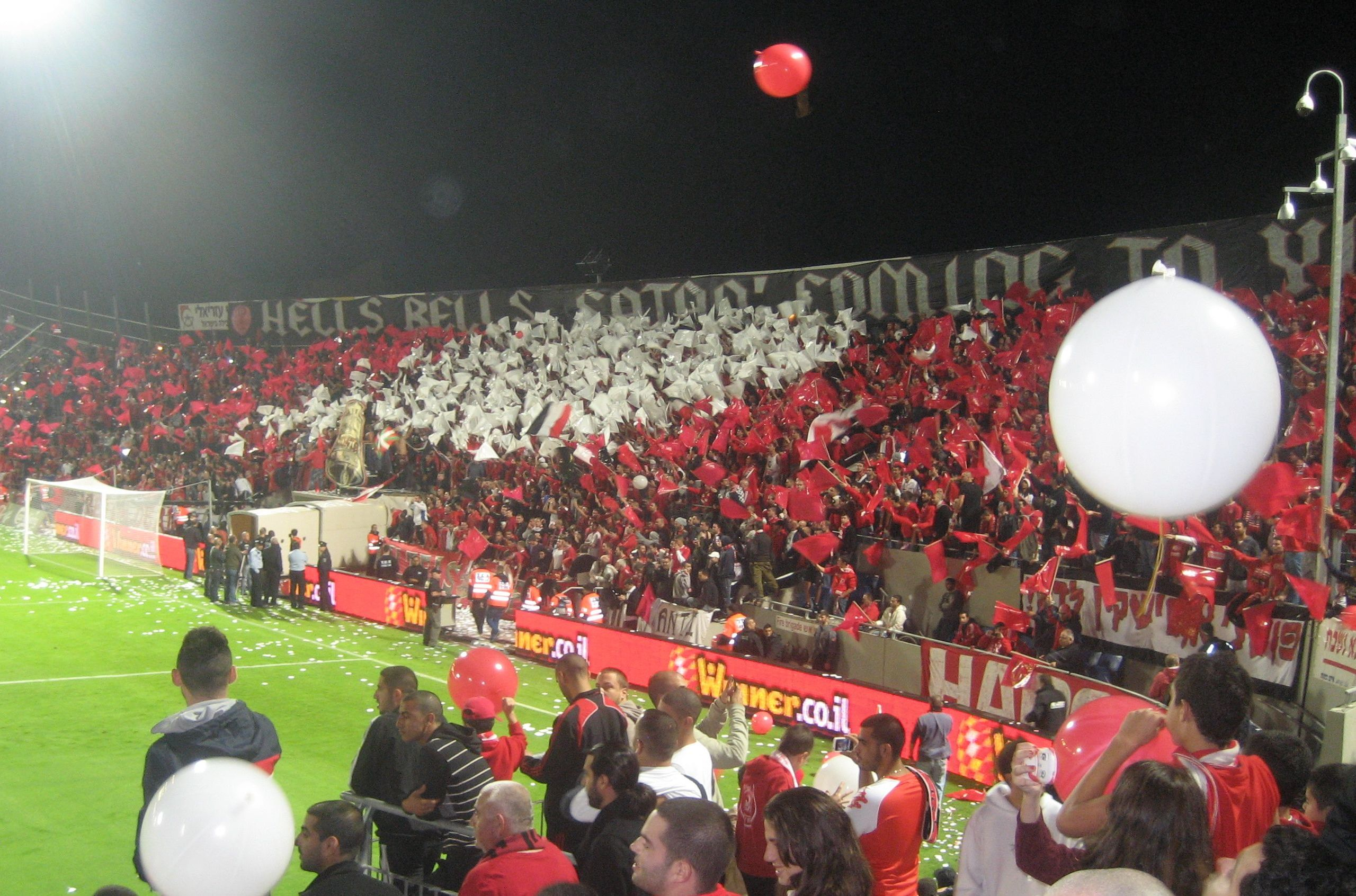
Hapóél-szurkolók a derbin 2012-ben

A tel-avivi derbi a város két meghatározó csapatának, a Makkabi Tel-Avivnak és a Hapóél Tel-Avivnak az egymás ellen vívott mérkőzése. Korábban több helyi csapat, így a Bétár Tel-Aviv és a Makkabi Jaffa városi rivalizálására is használták a kifejezést.
A klubok közötti versengés nem csak a labdarúgás, hanem a kosárlabda területén is fennáll, miután a Makkabi az 1960-as évek óta az izraeli kosárlabda domináns klubja. A két klub ellentéte az eltérő társadalmi rétegek szembenállására vezethető vissza. A Hapóél hagyományosan a munkásosztály, míg a Makkabi a középosztály csapata.

## A rivalizálás története

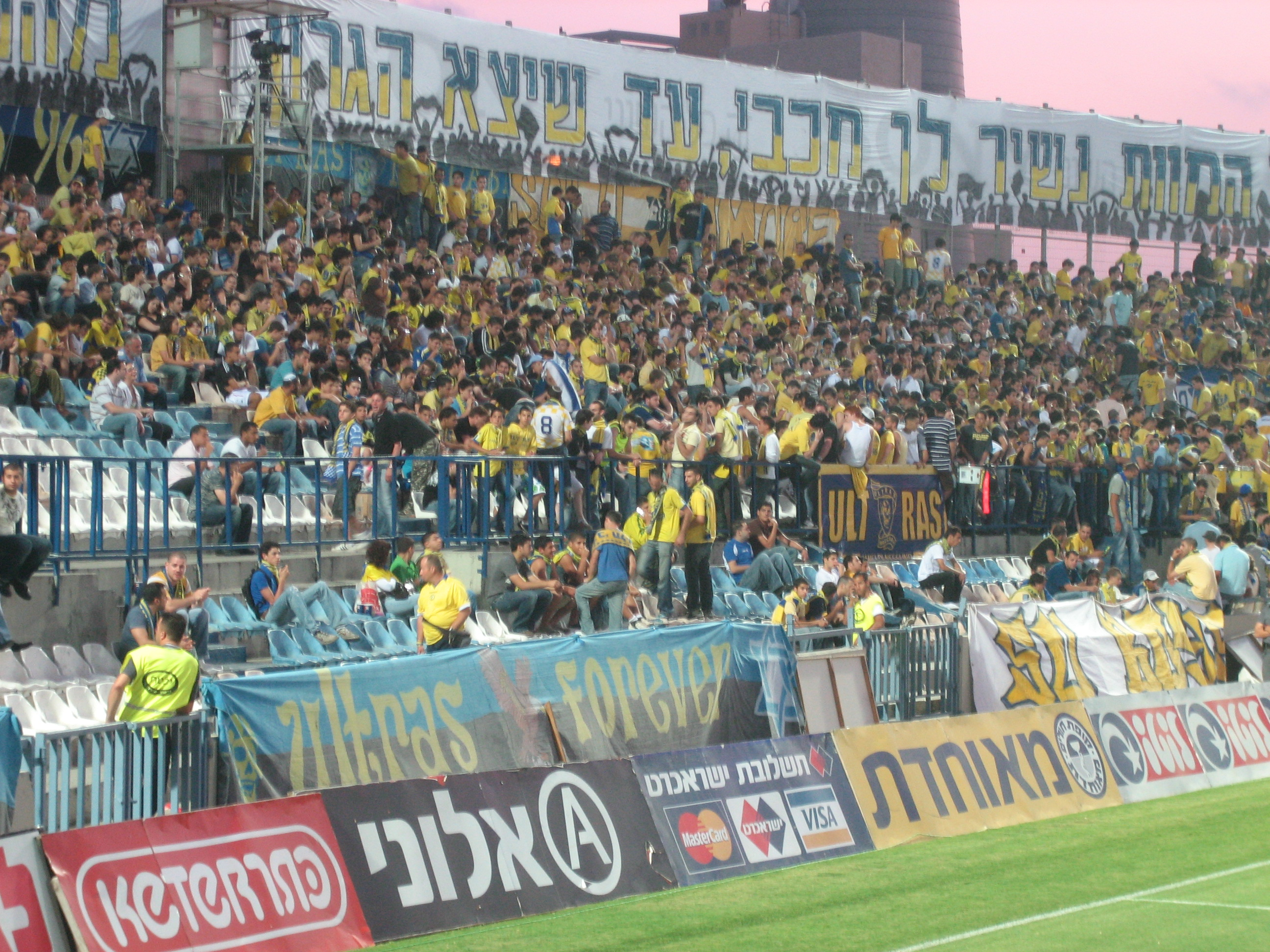
Makkabi-szurkolók a derbin 2007-ben

A Makkabi Tel-Avivot 1906-ban, míg a Hapóél Tel-Avivot 1923-ban alapították.  Bár a klubok a kezdetekben nem léptek egymás ellen pályára, 1928 elején megállapodást kötöttek és így 1928. február 25-én sor kerülhetett az első rangadóra a két csapat között. A Makkabi hazai pályán 3–0-s győzelmet aratott riválisa ellen. Egy héttel később a Makkabi idegenben is legyőzte ellenfelét 2–1-re.
A két klub labdarúgócsapata összesen 33 bajnoki címmel és 37 országos kupagyőzelemmel büszkélkedhet. Izrael 1948-as függetlenné válása óta mindkét csapat folyamatosan az első osztályban, a Ligat háAlban szerepel, kivéve az 1989–90-es és a 2017–18-as szezont, amit a Hapóél a másodosztályban töltött az előző évi kiesését követően. A csapatok közötti első bajnoki összecsapásra 1931. december 19-én került sor, az eredmény pedig 1–1-es döntetlen lett. A független izraeli bajnokság létrejötte előtt a klubok 17 alkalommal találkoztak a bajnokságban, melyből Hapóél kilenc, a Makkabi öt mérkőzést nyert meg, három találkozó pedig döntetlenre végződött. Az 1948 utáni mutatókban a Makkabi vezet, 48 győzelmet értek el a párharc során, szemben a Hapóél 46 sikerével. Ezek közül a találkozók közül 52 ért véget döntetlennel. Összességében 1931 óta a Hapóél 55 bajnoki mérkőzést nyert meg riválisával szemben, a Makkabi 53 találkozót, és 55 mérkőzés zárult döntetlennel.
A két klub nyolcszor találkozott az Izraeli Kupa döntőjében, legutóbbi alkalommal az 1994–1995-ös szezon során. A két csapat több más hazai díjmérkőzést is vívott egymás ellen, így játszottak Izraeli Szuperkupa-döntőt is egymás ellen és Totó-kupa döntőben is összemérték erejüket.
Érdekesség, hogy mindkét csapat a Bloomfield Stadionban játssza hazai mérkőzéseit. 
A két klub találkozóin 2014. november 3-án történt a legnagyobb atrocitás. A mérkőzésen Eran Zahavi büntetőből szerzett találatával egyenlített a Makkabi. A Hapóél nevelésű és a klub színeiben 94 bajnokin 27 gólt jegyző csatárt ekkor egy Hapóél-szurkoló a pályára rohanva inzultálni kezdte, majd összeverekedett a játékossal, akit a játékvezető kiállított. A találkozó folytatódott, azonban később újabb szurkolók rohantak a pályára a két táborból és verekedtek össze egymással. A Hapél vezetőedzője később az eseményeket az izraeli labdarúgás fekete napjának nevezte.